# 暗黒館の殺人
『暗黒館の殺人』（あんこくかんのさつじん）は綾辻行人による日本の推理小説。館シリーズの第七作である。上下巻、総原稿数二千五百枚であり、館シリーズ一の長大な作品である。

## あらすじ
熊本県の山深くに、外界から隔絶された湖の小島に建つ浦登家の人々が住まう漆黒の館、暗黒館。大学生、中也は当主の息子・玄児に招かれる。そこで「ダリアの日」と呼ばれる奇妙な宴に参加するが、そこから殺人事件が続発していく。謎を追っていくうち、ダリアの宴の真実、恐るべき浦登家の秘密が明かされる…。

## 登場人物
江南 孝明（かわみなみ たかあき）
鹿谷門実とは以前あった事件で知り合って以来の友人。単身暗黒館へ向かう。
鹿谷 門実（ししや かどみ）
本名は島田潔。九州にある寺の三男。駆け出しの推理作家で江南の友人。

### 浦登家
浦登 玄遙（うらど げんよう）
暗黒館初代当主。
ダリア
浦登の妻。
桜（さくら）
玄遙・ダリア夫妻の娘。
卓蔵（たくぞう）
桜の夫。
カンナ
卓蔵・桜夫妻の娘。柳士郎の先妻。
美惟（みい）
カンナの妹。柳士郎の後妻。
望和（もわ）
カンナの妹。征順の妻。
柳士郎（りゅうしろう）
カンナの夫。カンナと死別後、美惟と再婚する。
玄児（げんじ）
柳士郎・カンナ夫妻の息子。
美鳥（みどり）、美魚（みお）
柳士郎・美惟夫妻の娘。シャム双生児。
征順（せいじゅん）
望和の夫。
清（きよし）
征順・望和夫妻の息子。

### 使用人
小田切 鶴子（おだぎり つるこ）
暗黒館の使用人。
蛭山 丈男（ひるやま たけお）
暗黒館の使用人。
宍戸 要作（ししど ようさく）
暗黒館の使用人。
鬼丸（おにまる）
暗黒館の使用人。
羽取 しのぶ
暗黒館の使用人。
慎太（しんた）
しのぶの息子。
諸居 静（もろい しずか）
暗黒館の使用人。
忠教（ただのり）
静の息子。

### その他
首藤 利吉（すとう りきち）
卓蔵の甥。
茅子（かやこ）
利吉の後妻。
伊佐夫（いさお）
利吉とその先妻の息子。
村野 英世（むらの ひでよ）
浦登家の主治医。野口英世の英世と同じ名前から「野口」と呼ばれる。
市朗（いちろう）
中学生。一人冒険に出る。
私
物語で私と表現されている。「中也（ちゅうや）」と呼ばれ、玄児に招かれて暗黒館を訪れる。

## 書籍情報
- 講談社ノベルス：2004年9月、（上）ISBN 4-06-182388-4 、（下）ISBN 4-06-182389-2
- 限定愛蔵版（連載中の挿画付） ISBN 4-06-182390-6
- 講談社文庫：2007年10月、（1）ISBN 978-4-06-275855-0、（2）ISBN 978-4-06-275856-7、2007年11月、（3）ISBN 978-4-06-275880-2、（4）ISBN 978-4-06-275881-9（解説：佳多山大地）

## 館シリーズ
- 十角館の殺人（1987年9月）
- 水車館の殺人（1988年2月）
- 迷路館の殺人（1988年9月）
- 人形館の殺人（1989年4月）
- 時計館の殺人（1991年9月）
- 黒猫館の殺人（1992年4月）
- 暗黒館の殺人（2004年9月）
- びっくり館の殺人（2006年3月）
- 奇面館の殺人（2012年1月）